# Skathök
Skathök (Tachyspiza albogularis) är en fågel i familjen hökar inom ordningen hökfåglar. Den förekommer i Melanesien. Beståndet anses vara livskraftigt.

## Utseende
Skathöken är en medelstor (33–43 cm) hök med rätt långa vingar och stjärt och kraftig näbb. Benen är gula medan ögat är gult, orange eller orangerött.
Fågeln förekommer i flera färgformer. Den ljusa är mellangrå ovan med rostfärgad nackkrage och vit undersida. Vingundersidorna är vita med grå spetsar på hand- och armpennor och stjärten är grå undertill. Den svartvita formen har istället svart ovansida och den rostfärgade nackkragen är mer varierande eller saknas. Slutligen finns en helsvart form med silvergrå handbasfläck på vingundersidan. De olika populationerna skiljer sig dessutom något, där eichhorni har svagt gråbandat bröst och nominatformen alltid saknar halskragen.
Ungfåglar är rostbruna ovan med mörkare hjässa, streckade och fläckade med svart. Undersidan är vit eller mörkt roströd med mörkbruna streck på strupens nederdel som övergår i tvärband på bröst och buk.

## Utbredning och systematik
Skathök förekommer främst på Salomonöarna och delas in i fem underarter med följande utbredning:
- Tachyspiza albogularis eichhorni – förekommer på Feniöarna i Bismarckarkipelagen
- Tachyspiza albogularis woodfordi – förekommer på Bougainville, Treasury, Choiseul, Floridaöarna och Guadalcanal
- Tachyspiza albogularis gilva – förekommer på Makira, Ugi och Santa Ana
- Tachyspiza albogularis albogularis – förekommer på Vella Lavella, Kolombangara, New Georgia och Rendova)
- Tachyspiza albogularis sharpei – förekommer i låglandsområden på Santa Cruzöarna

### Släktskap
Arten placerades tidigare i släktet Accipiter. Genetiska studier visar dock att släktet så som det traditionellt är konstituerat är parafyletiskt, där kärrhökarna i Circus är inbäddade, men också släktena Erythrotriorchis och Megatriorchis. För att kärrhökarna ska kunna behållas i ett eget släkte delas därför Accipiter delas upp i flera mindre släkten, däriblamd Tachyspiza.

## Status och hot
Skathöken har ett rätt begränsat utbredningsområde men beståndet tros vara stabilt. Internationella naturvårdsunionen IUCN kategoriserar den därför som livskraftig.